# Aya Mohamed
Pour les articles homonymes, voir Mohamed.
Aya Mohamed est une coureuse cycliste égyptienne née le 17 juillet 2000. Elle pratique le cyclisme sur route et sur piste.
Elle remporte son premier titre continental sur piste en 2024 en remportant la médaille d'or en poursuite par équipes aux Championnats d'Afrique de cyclisme sur piste 2024.

## Palmarès sur piste

### Championnats d'Afrique
- Le Caire 2020
  -  Médaillée d'argent de l'américaine (avec Maryam Mohamed)
- Le Caire 2024
  -  Championne d'Afrique de poursuite par équipes (avec Nada Aboubalash, Ebtissam Zayed et Rehab Elsherbini)
  -  Médaillée de bronze de l'américaine (avec Mentalla Belal)